# ماروتسیالها
ماروتسیالها (به لاتین: Marotsialeha) یک منطقهٔ مسکونی در ماداگاسکار است که در امبتوماینتی واقع شده‌است. ماروتسیالها ۶٬۵۵۹ نفر جمعیت دارد.